# Harper's Island
Harper's Island är en skräck/mysterieserie skapad av Ari Schlossberg. Serien hade premiär den 9 april 2009. Harper's Island hade endast en säsong med 13 avsnitt. En eller flera figurer blev dödade i varje avsnitt. Serierna filmades på Bowen Island, en ö ca 2 km väst om Vancouver i Kanada.
Skådespelarna fick inte veta vilka figurer de skulle vara förrän dagen då manuset delades ut.

## Handling
TV-serien handlar om en grupp familj och vänner som reser till en ö utanför Seattle för att fira ett bröllop. För sju år sedan mördades på sex människor på ön av en mördare vid namn John Wakefield, en av hans offer var Abby Mills mamma.

## Skådespelare
- Elaine Cassidy spelar Abby Mills
- Christopher Gorham spelar Henry Dunn
- Katie Cassidy spelar Patricia 'Trish' Wellington
- Cameron Richardson spelar Chloe Carter
- Adam Campbell spelar Cal Vandeusen
- C.J. Thomason spelar Jimmy Mance
- Jim Beaver spelar Sheriff Charlie Mills
- Richard Burgi spelar Thomas Wellington
- Victor Webster spelar Hunter Jennings
- Dean Chekvala spelar J.D. Dunn
- Matt Barr spelar Christopher 'Sully' Sullivan
- Harry Hamlin spelar "Uncle" Marty Dunn
- Gina Holden spelar Shea Allen
- David Lewis spelar Richard Allen
- Cassandra Sawtell spelar Madison Allen
- Claudette Mink spelar Katherine Wellington
- Brandon Jay McLaren spelar Danny Brooks
- Chris Gauthier spelar Malcolm Ross
- Sean Rogerson spelar Joel Booth, The Nerd, a groomsman
- Amber Borycki spelar Beth Barrington
- Sarah Smyth spelar Lucy Daramour
- Ben Cotton spelar Shane Pierce
- Anna Mae Routledge spelar Kelly Seaver
- Ali Liebert spelar Nikki Bolton
- Beverly Elliott spelar Maggie Krell